# FSWS計画
FSWS計画（FSWSけいかく）は、テレビアニメ『機動戦士ガンダム』をベースとしたメカニックデザイン企画『モビルスーツバリエーション（MSV）』に登場する、架空の軍事計画。
作中の軍事勢力のひとつである地球連邦軍による兵器開発計画であり、宇宙世紀0079年に勃発したジオン独立戦争（のちに一年戦争と呼ばれる）において目覚ましい活躍を見せるモビルスーツ（MS）「ガンダム」を性能強化することを目的とする。

## 概要
一年戦争末期に地球連邦軍によって進められた、増加ウェポン・システムによるガンダムの強化計画である。FSWSとは"Federal S.U.I.T Weapon System"（フェデラル・スーツ・ウェポン・システム、地球連邦軍武装システム）あるいは "Full-armour System and Weapon System "の略とされる。これは、連邦軍次期戦術兵器開発計画の総称であると同時に、ニュータイプを軍事利用するための組織の欺瞞名称でもあるといわれ、前線の状況を知るレビル将軍ら一部高官の証言も結成の後押しを図ったとされる。参加メンバーは軍、政府、軍需産業の中から集められ、顧問としてハービック社の筆頭株主も名を連ねている。なお、本計画はRX-81の計画と並行して進められている。
ガンダム1機当たりの攻撃力を戦艦クラスに引き上げることを目的としており、これまでに製造されたガンダムの機数に合わせて増加ウェポン・システムを製作し、ニュータイプのパイロットのみで編成される部隊による運用が予定されていた。プランは数多くの中から最終的に3種類にしぼられている。現在フルアーマーガンダムとして知られるもののほか、脚部にコア・ブースター並のロケット・エンジンを装着し、ビーム・ライフル・ユニットを装備、腕部に一体型のビーム・サーベルを装備するというものや、下半身をほぼブースターで覆い、4門のビーム砲を固定装備するというものがある。
FSWS計画ではその後、機体本体を重装甲・重武装とするヘビーガンダムや、ガンダム7号機を素体に2重の増加ウェポン・システムを装備する重装フルアーマーガンダムなどが開発されている。またガンダムNT-1も、「FSWS試験案」としてフルアーマーガンダム同様の増加ウェポン・システムが計画されている。
一年戦争終結以降も、フルアーマーΖΖガンダムのようにガンダムタイプのフルアーマー装備が数多く計画・開発されている。

## フルアーマーガンダム
『MSV』に登場。同企画では「ガンダムフルアーマータイプ」とも呼ばれていた。
ガンダムに増加装甲を取り付けたもので、比較的装甲使用度の高い胸、肩、腰、腕、脚に、ジム・キャノンの脚部装甲と同様の簡易装着型として設計されている。重装甲化による機動性の低下をおぎなうため背部と脚部に補助推進装置が装備され、背部左側にはセンサーが追加されている。
本機についての資料は極めて少なく、実戦参加していた唯一のガンダム（2号機）がア・バオア・クー攻略戦で撃破されたためプランが中止になったとされる一方で、試作された、運用テストがおこなわれたらしいなどの噂も絶えない。さらに、一年戦争時の連邦軍の撃墜スコアランキング第7位に名を連ねるハインツ・ベア中尉（スコアはMS37機、艦艇2隻）が搭乗したとする資料もあり、ほかにもいくつかの目撃例がある（「作中での活躍」を参照）。本機に関するパーツおよび生産ラインは発見されておらず、存在を立証するものは何もないとされるが、宇宙世紀0096年に実戦参加しているジムII・セミストライカーの左腕には本機と同型の小型シールドが装備されている。本機の予備パーツであるかレプリカであるかは定かではないが、このシールドはガンダリウム（ルナ・チタニウム）合金製である。また、コストの問題で少数のみであるものの生産されたとする資料もある。
武装
右前腕部に2連装ビーム・ライフル、背部右側に360ミリロケット砲を装備。胸部の肩口に6発ずつ、膝部に2発ずつのミサイル・ベイをもつ。ビーム・サーベルは廃され格闘戦は困難であるとも、臀部に2基装備が可能であるともいわれる。左前腕部には小型シールドを装備し、2連装ビーム・ライフルの予備バレルを装備可能であったとされる。
作中での活躍
ウェブサイト『魂ウェブ』の小田雅弘（『MSV』の設定担当）によるコンテンツ「MS開発秘録」によれば、8機による実験部隊が編成され、ノースポール級戦闘空母（強襲揚陸艦）を母艦として0079年12月に錬成が開始されるが、公的な記録は開示されていないとされる。計画ではグラナダ周辺の敵防衛戦力の殲滅が想定されるが、実戦記録は発見されていないという。ただし、同コンテンツでは8機のうち半数はガンダム5号機から8号機までがベースとされており、従来設定とは異なる。
池原しげとによる漫画版『機動戦士ガンダム0080 ポケットの中の戦争』に1機が登場。一年戦争末期のサイド6に核攻撃をおこなおうとするムサイ級「ジークフリート」を撃沈する。
アーケードゲーム『機動戦士ガンダム スピリッツオブジオン』では、同年12月25日、タカシ・キタモト大尉の搭乗する機体がソロモン攻略戦に投入されている。ソーラ・システムの第二波照射がせまりつつある頃、ジオン公国軍のエース部隊「修羅の双星」とソロモン内部格納庫で遭遇し交戦の末、大破している。なお、同機は増加装甲部分が青く塗装されており、素体に使用されているガンダムはRX-78-1 プロトタイプガンダムである。ただし、同作品は「架空戦記」であるともいわれる。
ゲーム『機動戦士ガンダム MS戦線0079』では宇宙世紀0080年1月1日、連邦軍のアフリカ掃討作戦で大量のジム・コマンド、量産型ガンタンクとともに1機が登場。ジオン軍ブラウアー隊の前に立ちはだかる。
漫画『機動戦士ガンダムMSV戦記 ジョニー・ライデン』では、同年12月31日のア・バオア・クー戦時にジョニー・ライデン少佐と2度交戦している。初戦はライデンが搭乗する高機動型ゲルググを圧倒的な火力によって撃破。脱出したライデンは愛機であった高機動型ザクIIに独自の改造を施したフルバレットザクで再出撃する。再戦では高機動戦闘において両者拮抗するが、最終的に近接格闘に持ち込まれ撃破される。
漫画『機動戦士ガンダム0079』では、ホワイトベースがジャブローから宇宙に上がった際にアムロ・レイが搭乗するガンダム2号機へ装甲（FSWSと呼称）が施される形で登場した（劇中ではフルアーマーガンダムとは呼称されなかった）。ミサイルを左腕に2基装備している他、腰部背面にガンダムのビーム・ライフルをマウントしている。キャメル艦隊を撃破後、後方のザンジバルから先行出撃したトクワンが搭乗するビグロからホワイトベースを守るために、セイラ・マスのGファイターにランディングし急行、ビグロのクローに右肩のキャノンを捕まれるも、装甲を排出して脱出しビーム・ライフルを拾い上げ撃破している。
アーケードゲーム『機動戦士ガンダム0079カードビルダー』では、フルアーマーガンダムが3種類登場。バストライナー搭乗機は胸部ミサイルランチャーが使用でき、腕部2連装ビーム・ライフルが装備されていないタイプの青いフルアーマーガンダムになっている。
アーケードゲーム『機動戦士ガンダム 戦場の絆』では、2種類のミサイルベイ（破壊弾、閃光弾）を選択できるのが特徴的である。また、当初は格闘攻撃にロケット砲が設定され、パンチの支給が遅く近距離戦で不利な機体であったが、後に3連攻撃可能なパンチが初期装備になるなど改善されている。
デザイン
講談社発行の雑誌「コミックボンボン」に連載された漫画『プラモ狂四郎』に登場した「パーフェクトガンダム」を、ストリームベースの小田雅弘が『MSV』に加えるため、宇宙世紀に存在したMSとしてより軍用機らしいデザインにリファインすることで誕生した。そのためほぼ全身がオリーブドラブに近い緑色で塗装されている。『プラモ狂四郎』では逆輸入する形でパーフェクトガンダムに代わる京田四郎の愛機として登場する。後にパーフェクトガンダムIIIこと「レッドウォーリア」の登場に伴い「パーフェクトガンダムII」（単行本ではパーフェクトガンダムMk-II）とも呼称されるようになった。この『狂四郎』版のカラーは青主体とされ、「コミックボンボン」では「1/144 フルアーマーガンダム」の成形色を変更してデカールなどを追加した上に、「ガンダムフルアーマータイプカスタム」という名称を付けて読者プレゼントも行っている。なお、「フルアーマー」の用語が採用される以前には雑誌やバンダイのカタログ等では「パワーアップガンダム」と仮称され、また『狂四郎』ボンボン誌上初出時には「ストロングガンダム」という通称が付けられたが定着はせず、単行本化の際に削除されている。
プラモデル「SDガンダム BB戦士」では、オリジナル要素として頭部用の増加装甲「ヘッドギア」が追加されている。

### FA-78-303
「MS開発秘録」のフルアーマーガンダムの解説に登場。本計画で用意された3つのプランのひとつとされるが、前述のMSV設定とはやや異なる。なお、型式番号は開発部内のものであり、制式記録には残っていないとされる。
増加装甲に加えて、大型のエンジン・ユニットを背部から脚部にかけて接続した攻撃機案。

### FA-78-400
小田の著書『ガンダムデイズ』が初出で、ラフデザインも掲載された。「MS開発秘録」の解説にも登場。こちらも3つのプランのひとつとされるが、MSV設定とはやや異なる。
拠点および対艦用高速攻撃機としての第4案で、増加装甲に加えて背部に大型推進器をともなう外殻ユニットを装備、そこからアームを介して機体両側面に配置されるターレットに大型戦闘艇並みの長距離ビーム砲を2門ずつ装備する。増加装甲の脚部ブースターは高出力のものに換装、腰部側面および臀部にもブースター・パックが追加されている。360ミリロケット砲もビーム砲に換装されている。標準塗装は低視認性迷彩（ライト・グレーとミディアムグレー、あるいはガル・グレーとミルキー・ホワイトを基調とする）で、各部の光学機器周辺にはアンチ・グレア塗装がほどこされている。
実機が製作されたかは不明であるが、グラナダ宙域でジオングに酷似したMSと交戦するグレーの大型な連邦軍攻撃機に、ガンダムタイプの頭部が確認できたとする目撃証言が残されている。

### フルアーマーガンダム（タイプB）
『MSV』の続編であるメカニックデザイン企画『MSV-R』に登場。
対MS戦、対艦戦ともにトータルバランスに優れたタイプA（上記フルアーマーガンダム）に対し、タイプBはさらに火力を向上して中距離爆撃に特化している。これは、連邦軍がア・バオア・クー攻略戦において、艦砲による援護が期待できない位置でのMS部隊による侵攻を経験したことから、艦隊戦力に匹敵する火力をもつMSの必要性を認めたためである。また、ベース機はG-3ガンダムとなっており、そのことから "FA-G3" のコードネームでも呼ばれる。
本機のデータの一部は宇宙世紀0089年に公開され、その存在が明らかになっている。武装システムとその管制機構が見直されており、同時代のMSのスペックを著しく凌駕するといわれる。それゆえ実在を疑問視されており、シミュレーター上の機体と考える者も多い。なお、連邦軍は本機の実在についてはコメントしていない。塗装は、本体はG-3ガンダムそのままに、増加パーツはライト・グレーを基調に水色の迷彩が施されている。
武装
増加パーツに増設されたジェネレーターの見直しが図られ、エネルギー伝導効率の向上などによりビーム・ライフルが2連装から3連装に変更されている。これには点射、連射、3連一斉発射と3つの射撃モードがある。背部のウェポン・ラックには大型ミサイル・ランチャー（複合ランチャー）が装備され、5基のミサイル・ベイには肩・膝のものと同じミサイルを2連装×2発、計20発を装填、ほかに数種類の弾頭の使用も検討されている。加えてロングレンジ・ミサイルを2発、先端の開口部から発射する。ミサイル・ベイは肩口7発ずつ、膝部6発ずつと装弾数が増加している。ビーム・サーベルは左前腕部の小型シールドに2基固定されている。
作中での活躍
漫画『機動戦士ガンダム MSV-R ジョニー・ライデンの帰還』では、宇宙世紀0090年に主人公であるレッド・ウェイラインがシミュレーター上で操縦する。
アーケードゲーム『機動戦士ガンダム 戦場の絆』では、2種類の大型ミサイル・ランチャー（長射程・機動性維持、短射程・機動性向上）を選択可能となっている。また、サブ兵器の各種ミサイルによる強力な遠距離支援を得意とする。その一方で、近接戦闘用の武装が左腕部のツイン・ビーム・サーベルしかないため、接近戦では不利である。

#### フルアーマーガンダム（タイプB バンディエラVer.）
漫画『機動戦士ガンダム バンディエラ』に登場。作中では単に「ガンダム」としか呼ばれない（公国軍将校からは「連邦の白いヤツ」と呼ばれる）が、外観はほぼ上記タイプBと共通するため、名称は便宜的なものである。なお、単行本第4巻および第5巻の表紙には "FA-78B (BANDIERA Ver.)" と記載されており、上記『MSV-R』版とは型式番号が異なる。
エムエム・クルガを主任として、キャリフォルニアベース奪還に向けて開発が進められるが、完成直前でバランサーの調整が難航しお蔵入り寸前となる。しかし、シモン・バラがテム・レイから預かった設計図により奇跡的に調整が成功する。上記タイプBとの相違点としては、3連装ビーム・ライフルは装備せず、小型シールドおよびビーム・サーベル2基を右腕に装備、左手にジム・ストライカーのスパイク・シールドを携行する。またカラーリングはライト・ブルーを基調に、一部黒で塗り分けられている。
本来のパイロットはハッティ・ドルングス大尉であるが、ユーリー・コーベルと交戦の経験があるシモンが搭乗する（ただし伍長に降格しMSに搭乗する資格はないため、公にはされていない）。ジャブロー攻略戦と同時にキャリフォルニアベースで開催されたジオン公国軍の軍事パレード妨害のためミデアに搭載され、僚機のジム・ナイトシーカー2機とともに降下。マゼラアタック部隊の一斉射をものともせず、ユーリーのザクIIを一騎討ちの末に撃破する。
本来は地上で運用する機体ではなく、上記の作戦で格闘戦まで行った結果、長めのメンテナンスが必要となった。
その後、ア・バオア・クー攻略の後詰め部隊として月のグラナダ周辺で新型EMS-10Le レプスと対戦。機動性では劣るものの、ミサイルの乱射でレプスの左肩を破壊、スパイク・シールドでビーム・サーベルの仕込まれていた左脚を破壊し、行動不能に追い込む。

### フルアーマーガンダム陸戦タイプ
『MSV-R』に登場。
陸戦部隊の上級士官から寄せられた、地球上のジオン侵攻部隊に対抗しうる陸戦に特化したMSの開発要求を受け、上層部は完成間近であるガンダムの仕様を変更することなく対応可能な案として、着手されたばかりのフルアーマーガンダムと同様の増加ウェポン・システムの陸戦仕様の開発を指示している。プロトタイプガンダムを素体とし、機動性を重視して増加パーツの徹底的な軽量化が検討されている。重力下で運用されるため火力の増強には限度があり、フルアーマーガンダムよりはやや見劣りするが、それでも当時の水準以上の火力を有している。塗装は本体をプロトタイプガンダムそのままに、増加パーツはフルアーマーガンダムと同様のダーク・グリーンのほか、「タイプ2」として白を基調とした寒冷地迷彩も検討されている。
シミュレーションが作成されているが、制式採用には至っていない。

### フルアーマー・ガンナーガンダム
漫画『MSV-R 虹霓のシン・マツナガ』に登場。『MSV-R』ではガンナーガンダムが設定され、一年戦争終結後に検討されて結局開発中止になったとされているが、本機は一年戦争末期に実戦参加したことになっている。
通常のガンダムを素体に、追加装備をフルアーマー化することによってガンナーガンダムと同等の性能をもつ構造となっている。スラスターやセンサー類などの配置はガンナーガンダムと同様となり、頭部にもメインカメラの遮断シールドと複合センサーが装備されている。塗装も同様に濃淡グレーと青を基調とする。
一年戦争終結直前にゼナおよびミネバ・ザビを乗せアクシズへ向かうグワジン級を追撃する連邦軍艦隊に配備、搬入後に追加装備が施され、マルセラ・スペンサー少尉が搭乗する。ガンナーガンダム専用のビーム・ライフル2丁にガンダム7号機と同型のシールド、さらにフルアーマーガンダム7号機に似た大型のビーム・キャノンを装備する。

### フルアーマー・ガンダム（サンダーボルト版）
漫画『機動戦士ガンダム サンダーボルト』に登場する機体（形式番号：FA-78）。
イオ・フレミング少尉が搭乗。サイド4「ムーア」跡宙域、通称「サンダーボルト宙域」を攻略する、地球連邦軍の艦隊「ムーア同胞団」に配備される試作MSとして登場し、ジオン軍リビング・デッド師団のスナイパー部隊と交戦する。
メインカラーはダークブルーと白。上記のフルアーマーガンダム (FA-78-1) とは細部や装備が異なっているが、これはFSWS計画自体が発展途上であったため、さまざまなシステムや装備が実験的に配備された結果とされている。ビーム兵器と実体弾兵器を多数搭載しており、重武装化の弊害である機動性の低下は肩部や脚部、バックパックなどの各所に配置されたアポジモーターによって補う。全身の関節にはシーリングが施され、シールドと合わせてムーア宙域の多数のデブリに対応している。また、バックパック後部にはプロペラントタンクを兼ねた大型のロケットブースターが2基配置され、全スラスター推力は高機動型MSにも匹敵する。また、バックパックの前部には予備のエネルギーパックと2基のサブアームが取り付けられており、エネルギーパックの交換やシールドの保持などの用途に使用される。バックパックや全身の装甲は状況に応じてパージが可能。腹部には、緊急時の脱出装置となるコア・ブロック・システム（エマージェンシーポッド）を搭載する。
右腕部の2連装ビーム・ライフルは大型化とともにエネルギーパック形式に変更されている。左腕部には5連装ロケットランチャーがあり、艦艇サイズの障害物すら移動させるほどの推力を持つ。バックパックの右肩部には暗礁宙域の大型デブリを貫くほどの威力を持つ大型ビームキャノン、左肩部に多弾頭型の6連装ミサイルポッドが配置されている。ビーム・サーベルはバックパックの左右側面に1基ずつ装備され、サブアームによって取り外しを行い、腕部で保持して使用する。また、機体本体のバックパックにも予備の1基を装備している。全身の装甲各部にあるハッチには小型ミサイルを内蔵する。シールドはRX-78用のものとは異なる大型となっており、左右それぞれの腕部に外装するほか、サブアームで保持して計4枚を同時に装備可能である。マスターグレード Ver.Kaのウェポンハンガーでは新たにビーム・ライフルとハイパー・バズーカが付属しており、これらには2基を連結可能なギミックがある。
ダリル・ローレンツのサイコ・ザクとの最終決戦時は互いの弾薬をすべて撃ち尽くすほどの激戦を繰り広げる。装甲とバックパックをパージして奇襲を行うが僅差で敗北し、頭部を失った機体はジオン公国軍に鹵獲される。その後、クライバー将軍専用の宇宙要塞で機体の再生が密かに進められるが、未完成の状態で装甲やパーツの一部がかつて本機を倒したダリルの乗るサイコ・ザク マークIIの宇宙用装備として流用され、パーフェクト・ガンダムとなっている。
頬のセンサーが原作では2対、OVA版では1対になっている。また、後者では2連装ビーム・ライフルの砲身にオレンジのラインが追加されているなど、若干細部デザインが異なっている。

### ガンダムアーマードタイプ
バンダイのプラモデル「マイクロガンダム」にラインナップされていた機体。フルアーマーガンダムの上半身の装甲のみを装備したタイプ。

## ヘビーガンダム
『MSV』の続編に当たるメカニックデザイン企画『MS-X』に登場。また『MSV-R』では2号機が登場した。
FSWS計画の第2試案、または頓挫したフルアーマーガンダムの代替案とされる。増加装甲を取り付けるのではなく、重装甲・重武装型のガンダムを新たに開発しているのが特徴で、そのためコア・ブロック・システムは廃され、Aパーツおよび脚部などが新規設計されている。量産化を前提とした原型機でもあるため、複合装甲厚に余裕をもたせており、インテグラルタンクの容量は大幅に向上、フィールド・モーターは大型でより強度が高いものに換装されている（マグネット・コーティングはほどこされているものの、NTパイロットに対応できる追従性は失われている）。また、頭部デュアル・カメラにはプロトタイプガンダムの初期案で用意されていたフェイス・シールドが採用されている。
懸念された運動性の低下はハービック社による新型推進器の搭載でクリアする予定となっていたが、推進器の開発が遅延したことと、アムロ・レイ搭乗機であるガンダム（2号機）が通常装備で重MSに対して戦果を挙げていったことから本機の必要性は疑問視され、宇宙世紀0079年11月末には計画が中止となる。しかし、一年戦争終結から8ヶ月後に開発計画が再開され、半年後に全規模開発機が3機（4機とする記録もある）完成している。また、低下した機動性を補うため、ガンキャリーと連携運用される。
完成した3機のうち1機は大気圏突入テストの際に失われ、残る2機は実験部隊に短期間配備されてテストベッドとして運用され実戦参加したともいわれるが、記録は公表されていない。完成機は予定通りの性能を示すものの、制式採用には至っていない。
武装
背部左側にビーム・サーベル、右側にビーム・キャノンを装備。右腕には前腕部を覆う形で固定する、ガトリング砲とロケット・ランチャーを組み合わせた複合火器システム「フレーム・ランチャー」を装備する。両腕に装着するプランもあったという。
計画再開後は、ガンダム用のものにドラム型エネルギーCAPを装備し、射撃回数が80パーセント増加した専用ビーム・ライフル、ハイパー・バズーカの改良型で、照準精度が向上した専用バズーカ、折りたたみ式のシールドが用意されている。
カラーリング
『コミックボンボン』での『MS-X』の初公表時には白と黒を基調とした画稿が掲載された。続報以降では、ダークグレーを基調に一部白と赤で塗られたものが掲載されている。
劇中での活躍
「MS開発秘録」では、デン・バザーク大佐が指揮するノースポール級強襲揚陸艦を母艦とする情報収集部隊による小惑星ペズン潜入作戦（攻略作戦に発展）の際に本機が投入されたことが明文化された（公表されているとされる）。ただし、同コンテンツでは本機がガンダム4号機をベースにしているとしており（ガンキャノンの生産ラインの共用を考慮して設計され、Bパーツの容積が25パーセント大きいとされる）、従来設定とは異なる。
小説『機動戦士ガンダム MSV-R ザ・トラブルメーカーズ』では、一年戦争終結直後のサイド6コロニー「サリードI」に派遣された駐留部隊の隊長ステファン・ローランド大尉が2号機に搭乗し、同コロニーに侵入した傭兵ディーン・ウェストのリック・陸戦用高機動型ザクと交戦する。しかし、憲兵MS隊によって犯罪行為加担の容疑でステファンは拘束され、代わって同コロニーのオーナーであるカルロ・サリードが搭乗し、ディーンらとともに主犯のドミニク・アレストがいるコロニー「アガルタ」へ向かう。戦闘による「アガルタ」崩壊直後、ディーンの仲間が乗るランチに襲いかかるラハルト・バウロ中尉のジム・ガードカスタムを撃破する。
漫画『機動戦士ガンダムMSV戦記 ジョニー・ライデン』では、宇宙世紀0082年にジオン共和国の防衛隊に配備されているが、ジオン公国軍残党Dr.Qの乗るパーフェクト・ザクによって撃破される。搭乗者などの詳細は不明。
個人専用機
イングリッド0専用機
漫画『機動戦士ガンダム MSV-R ジョニー・ライデンの帰還』に登場。元キマイラ隊の強化人間であるイングリッド0のギャプランに替わる専用機として、養父であるゴップ議長が用意させた機体。宇宙世紀0090年当時も現存する2号機をベースに近代化改修がおこなわれ、ゴップの計らいによりまだ量産の目処が立っていない最新の部材も使用して各部がアップデートされている。コックピットが全天周囲モニターおよびリニア・シートに換装され、さらに公国系の技術によって改修されたバイオ・センサーも搭載されている（本機はコア・ブロック・システムではないため、搭載スペースが確保される）。その影響か、機体を停止した後、降りたパイロットを視線で追うかのごとき動きを見せ、ヴァースキ・バジャックからは「良く懐くペット」「勝手に動くガンダム」と称される。
塗装はジョニー・ライデンのパーソナル・カラーである赤と黒を基調に、一部黄色で塗り分けられ、左肩にはギャプランと同じイングリッドのパーソナル・エンブレムが描かれている。
キマイラ隊のザンジバル級機動巡洋艦「サングレ・アスル」を奪取するため（イングリッド自身は「処分」しようとする）、ジャブローでヴァースキ隊らとともに軍事会社「テミス」や公国軍残党のMS隊と交戦。レッド・ウェイラインの高機動型ゲルググとの戦闘の際にはバイオ・センサーを発動させ、共感現象を起こす。その後、共闘してサングレ・アスルの打ち上げを阻止しようとするが、失敗に終わる。
サングレ・アスル捜索のため、ペガサス級強襲揚陸艦「ブランリヴァル」に搭載され宇宙へ上がる。コンペイトウ宙域でふたたびレッド機と交戦するが、突如襲来しサングレ・アスルを捕捉したシャア専用ディジェを感じ取り向かう。その後はユーマやジャコビアスらと共闘し、シャアと交戦するが、ディジェに組み付かれた際にビーム・キャノンをもぎ取られ、その後も追いすがるが、ヴァースキから撤退を命じられ、ブランリヴァルへと撤退した。なお、この戦闘でネオ・ジオン残党のバウを1機撃破している。
コンペイトウ宙域での戦闘後はルナツーで、機体の修復作業と、サイコミュやバイオセンサーなどの調整作業が行われている。ゴップ議長が用意したバストライナーや、第一次ネオ・ジオン戦争で鹵獲し現在も動く、ファンネルビットとガンダムのサイコミュとの調整が進められている。ファンネルビットに関しては、戦場で再充電が出来ない為使い切りであり、運搬方法に関してヴァースキからは平然と「手掴みで持っていけばいい」と言われるが、機体のバックパックに増設した３つの専用の格納庫で運搬する事になった。

### ヘビーガンダム（MSD版）
『機動戦士ガンダム THE ORIGIN』の『MSV』的企画『Mobile Suit Discovery (MSD) 』にも登場。基本的に従来の設定と変わりないが、『MSD』におけるFSWS計画はガンダムFSDの延長上にあるプランとされている。塗装もガンダムFSDに準じ、ダーク・グレーを基調に一部オレンジが配されている。また、総生産数は不明だが、ロールアウト時は白とライト・グレーを基調としていたとされる。
漫画『機動戦士ガンダム THE ORIGIN MSD ククルス・ドアンの島』では、1機がソロモン攻略戦に参加しており、一年戦争中に完成・実戦参加している設定に変更されている。フレーム・ランチャーとシールドを携行。

### シャトルガンダム
ホビージャパン発行のムック『HOW TO BUILD GUNDAM WORLD 3 MOBILE SUIT Ζ GUMDAM』に登場。ヘビーガンダムの系譜に連なる、初めて自力で大気圏離脱及び突入を行ったMS。型式番号は持たず、T1号（トライアル1号）という仮称コードが付けられている。
宇宙世紀0083年3月頃、地球連邦政府は地球連邦軍に対し、市民へのデモンストレーションおよびアクシズに対する牽制のため、1年以内にガンダムタイプの可変MSを開発するように要請した。この要請は実用化を前提としないものであり、連邦軍はヘビーガンダムの設計図を元にアクチュエータ方式の関節やリニアシートといった新機軸を盛り込みつつ、背部に折りたたみ三角翼と機首整流耐熱カバーを備えた部品装着式の簡易な可変機構を採用して開発を進めている。脚部には高機動スラスターとともに強力熱核ロケット計2基をメインエンジンとして備え、シャトル形態でこれを用いて大気圏を離脱した後に軌道を周回し、大気圏への再突入の後は滑空して基地に帰還する、という運用方式が取られる。反面、推進系に脚部の内部スペースを割いているため歩行能力が低く、平地以外での陸上移動はホバリングに依存している。
開発は宇宙世紀0083年4月に連邦軍カリフォルニア基地工場で開始され、翌0084年8月に完成。同年11月にはカリフォルニア基地で1回のみの公式飛行を行い、約1時間半の飛行の中で大気圏離脱と突入、さらには地上および空中での変形を成功させている。その後の消息は知られておらず、飛行中にエンジンに再使用不可能なほどの損傷を負いスクラップとなった、ケネディ宇宙港の博物館に保管されているなどの説がある他、ガンダムMk-II開発の参考にすべくティターンズが接収しているとも言われる。
また、可変機構が部品装着式であることを活かした派生案として、高機動スラスターや冷却システムなどからなる宇宙空間用など、いくつかのオプションパックを装備した仕様も計画されていたという。
デザイン
原型は『機動戦士Ζガンダム』企画時の大河原邦男によるΖガンダムの初期デザインのひとつ。『HOW TO BUILD GUNDAM WORLD 3 MOBILE SUIT Ζ GUMDAM』に掲載された模型作例は北野雄二が製作した。

## 高機動型ガンダム
ゲーム『機動戦士ガンダム ギレンの野望 ジオン独立戦争記』に登場。ガンダムの背部及び脚部に補助推進装置を装備した高機動タイプで、宇宙空間専用機である。一説によれば、マグネット・コーティングと増加兵装（FSWS）計画からのスピンオフとして設計されたという。
ゲーム上においては連邦軍の中で最後に開発される機体だが、主兵装であるダブルビーム・ライフルの命中率はRX-78-2より劣る。

### ガンダム高機動型
動く実物大ガンダムプロジェクト「GUNDAM FACTORY YOKOHAMA」で設定された機体。型式番号：RX-78F00 HMT。
RX-78F00の試験運用の一環で上記の復元を行った機体。

## ガンダムGダッシュ
ゲーム『GUNDAM TACTICS MOBILITY FLEET0079』に登場。メカニックデザインは大河原邦男。
ガンダムのAパーツ（上半身）にコア・ブロックを介して、宇宙戦仕様のGダッシュパーツを装着した高機動タイプ。ガンダムMAモードの発展型と考えられ、FSWS計画における高機動タイプの一つに相当すると思われるが、実機の開発が行われたかどうかは解っていない。戦場が宇宙に移行した際のRX-78用のパワーアップ・パーツとして開発されたとの説、Bパーツの破損によりルナツーで急遽生み出された機体という説など様々な説があるが詳細は不明である。しかしながら、そのスペックは非常に高く、巡洋艦に匹敵する巡航性能と火力を誇ったという記録が見つかっている。
Gダッシュパーツは巡洋艦並の加速性能を持つブースター・ユニットとウェポン・デバイスから構成されている。ウェポン・デバイスは、パーツ上部の2門のフォールディング・ビーム・キャノンによって構成されている。フォールディング・ビームキャノンは使用しない時、戦闘の邪魔にならない様後方を向いており、必要なときにAパーツの腕によって引き出され、それぞれの引き金を引くことによって発射される。これによりビーム・サーベルの使用も可能である。
作中での活躍
宇宙世紀0079年11月11日、ルナツー艦隊に配備され、地球外周軌道上におけるオデッサ離脱部隊追撃作戦、ソロモン攻略戦、ア・バオア・クー攻略戦に参加している。

## アレックス増加装甲試験型
ガンダムNT-1にチョバムアーマーではなく、「FSWS試験案」としてフルアーマーガンダム同様の増加装甲と武装を取り付けた形態である。
初出はプラモデル「1/144 RX-78NT1 ガンダムNT-1」の組立説明書に掲載されていたイラストで、それを元に「ホビージャパン」誌や大日本絵画の雑誌「モデルグラフィックス」でそれぞれ独自に設定を付記されて模型作例が作られた。「モデルグラフィックス」はガンダムNT-1の2号機であるグレーの機体を基に開発されたとしている。「ホビージャパン」ではFA-78-Xという型式番号を付けている。ただし初出の説明書には機体名や詳しい設定は書かれていない。
漫画『機動戦士ガンダム カタナ』では、「フルアーマー・アレックス」という名称で登場（型式番号：FA-78NT-1）。宇宙世紀0084年に発生した反地球連邦組織「シン・フェデラル」に所属し、機体は赤く塗装されている。その後、機体の中破に伴い外装パーツなどがFA-79FC フルアーマー・ストライカー・カスタムに流用され、素体はムラサメ研究所と繋がりを持つアンリ博士によってRX-78NT-X ネティクスに換装された。パイロットはコテヅ。

## フルアーマーガンダム7号機
メカニックデザイン企画『M-MSV』で設定、および大河原邦男によってデザインされ（初出は『SD CLUB』第14号）、ゲーム『機動戦士ガンダム戦記』でカトキハジメによってリファインされた。フルアーマーガンダム、ヘビーガンダムに続く型式番号であることから「フルアーマー3号機」とも呼ばれる。
当初からフルアーマーなどのオプションを想定して設計されたガンダム7号機に増加装甲（ファースト・アーマー）を装着した状態。設計コンセプトはFSWS計画当初から一歩踏み込み、よりベース機とのマッチングに配慮されており、増加装甲パーツにもサブジェネレーターを装備（リファイン後のプラモデルの解説文では「サブジェネレータを内蔵」と表記）、スラスターも多数追加し、フルアーマー状態でもひとつの「完成されたMS」となるよう設計されている。また、MSの質量中心である腰部（臀部）にAMBAC作動肢となるテール・スタビライザーを装備することにより、機体の加速性を飛躍的に改善している。
主な武装

グレネード・ランチャー / 2連ビーム・スプレーガン
両前腕部甲に装備。戦況に合わせて選択する。グレネード・ランチャーは2連装。
背部長距離ビーム・キャノン
バックパックを介して右肩に装備。砲身にエネルギーCAP用のサブ・システムと新開発のアクセラレーターを内蔵し、当時の標準的なビーム・ライフルの2倍の射程を誇る。

### 重装フルアーマーガンダム
出典はフルアーマーガンダム7号機と同じ。「重装フルアーマーガンダム7号機」とも呼ばれる。フルアーマーガンダム7号機に更なるオプション（セカンド・アーマー）を装着した状態で、設計思想はモビルアーマーや戦艦に近いとされる。大出力のブースターが装備されているものの、小回りが効かずMS同士の格闘戦にはまったく向いていない。
実際の運用としては、本仕様のブースターで前線まで短時間で移動、同時に戦艦並みのメガ・ビーム・キャノンで長距離からの威嚇および攻撃をおこなう。中距離戦ではセカンド・アーマーを排除し、フルアーマーガンダム7号機での戦闘となる（ただし、背部ビーム・キャノンは装備されない）。接近戦ではファースト・アーマーの一部を排除し、ビーム・ライフルとビーム・サーベルによる完全な格闘戦に移行する。
一年戦争時の技術力での実用化は不可能といわれたが、ガンダム7号機本体およびフルアーマーガンダム7号機を含め、宇宙世紀0081年には完成し、実戦参加を果たしている。戦歴はガンダム7号機を参照。
漫画『機動戦士ガンダム0083 REBELLION』では、本機のセカンド・アーマーをガンダム試作1号機フルバーニアンに流用した重装フルアーマー・バーニアンが登場する。

## 開発された補助兵器

### バストライナー
BURSTLINER
『MS-X』に登場する地球連邦軍の宇宙・地上用移動砲台。
中型突撃艇クラスの艦体に戦艦用のビーム砲を取り付けたもの。ノースポール級宇宙空母に8機まで搭載可能としている。
劇中での活躍
ゲーム『機動戦士ガンダム外伝 コロニーの落ちた地で…』において、進行状況によってはジオン公国軍のオーストラリア方面軍に奪取され、地上用MAライノサラスの主砲として搭載される。
ゲーム『機動戦士ガンダムオンライン』では、一部マップでPCが操るMSが搭乗することによって稼働する固定砲台として登場する。本来のSFSとしての機能は有さず移動はできないが、攻撃力はゲーム中でもトップクラスとなっている。ゲーム開始初期から実装されている。後にフルアーマーガンダムがユニットとして実装された当初はバストライナーを使用できない仕様であった。

### ガンキャリー
『MS-X』に登場する地球連邦軍の宇宙・空中用輸送機。Gファイターの発展タイプであるが、Gファイターと比べると輸送及び防御に特化した機体である。基本的にはヘビーガンダム用の補助兵器であり、フルアーマーガンダムで使用できるかどうかは不明。できるという説もある。
『プラモ狂四郎』では多少デザインが変更され、「ガンキャリアー」という名称でパーフェクトガンダムIII（レッドウォーリア）と共に登場している。
こちらは「キャリアスーツ」というMS形態に変形することもでき、単機でも格闘戦が行えるようになっている。

### Gベース
プラモデル「SDガンダム BB戦士」にて設定されたオリジナルの支援メカ。フルアーマーガンダム用の機体であり、フルアーマーガンダムの武装や増加装甲（BB戦士オリジナルの「ヘッドギア」を含む）を装着した「GベースフルアーマーVer.」と呼ばれる形態を取ることが可能。また、同様の機能を有するパーフェクトガンダム用支援メカ「Gキャリアー」との合体機能も有している。

## RX-81
『MSV』の文字設定が初出で、のちに『M-MSV』で新設定とともにデザインされ、ゲーム『機動戦士ガンダム戦記』（PlayStation 3用）で追加設定とともにリファインされた（詳細は後述）。
『MSV』の文字設定では、RX-81は一年戦争末期に計画されたガンダムの完全量産型というべきもので、FSWS計画の延長上にあるプランとも言われる。両プランは同じジャブローの開発チームによって並行して進められている。主に格闘戦性能の向上が要求され、機動性はニュータイプが搭乗した際のガンダムを標準とし、装備・携行するビーム兵器も強化、ガンダムでさえ不完全であった問題点も解決しつつ1機に戦艦以上の戦力を持たせる（これはFSWS計画とも共通する）というものであったとされる。しかし本機の企画案にはっきりした改修箇所などの指示はな、外観やスペック、運用面に関する記録も残されておらず、どの程度まで研究が進められていたかは不明である。
『M-MSV』の設定では、一年戦争終結後に上記の初期基本プランは白紙に戻され、新たにMSの部品の互換性の向上や、状況に適応した武装変更をコンセプトとしている。
ゲーム『機動戦士ガンダム戦記』（PS3用）では、新たに「ジーライン」の名称が付けられ、FSWS計画を継承し、基本フレームに目的別の装甲・兵装を換装することにより多様な状況に適応する設計となっている。「スタンダード」「ライト」「アサルト」の3種のアーマーはさらにそれぞれ専用の追加バックパックにオプション兵装を装備することで「フル装備」となり、オプション兵装もガトリング・スマッシャー、ミサイルランチャー、アサルト・キャノンの3種を作戦に応じて組み合わせることにより様々な武装運用が可能である。
軍縮の煽りを受けて開発は一時中断されており、正確な生産数は不明。
宇宙世紀0081年、格納庫で眠っていた2機が遊撃特務部隊「ファントムスイープ」に配備され、ジオン公国軍残党による「水天の涙」作戦阻止のために実戦参加している。
設定の変遷
初出である『MSV』（1983-1984年）では文字設定のみ（上記の前半部分）で、デザインは起こされていない。MSVの設定を担当した小田雅弘によれば、聖咲奇によるアイデアが元になったという。アイデア自体は「ガンダムの性能をはるかに凌駕する高性能な後継機」というありがちなものではあったが、そのネーミングのセンスが機体に込められたポテンシャルを強く感じさせる素晴らしいもので（未公表）、小田は一応簡単なラフスケッチを起こしたとのこと（ガンダムより兵器的な「顔付き」をもたせようと考えていた）。しかし、当時は一年戦争後の世界情勢について第三者が容易に描くことができない状況にあり、またMSVがサイドストーリーの構築を目的としていなかったこともあり、機会があればとの期待を込めて、RX-81の型式番号のみを付けて設定の片隅に書き加えたという。
のちに『M-MSV』とされる雑誌『SD CLUB』の企画「モビルスーツコレクション 大河原邦男MS最新設定集」（1990年）で、RX-81ST「RX-81 スタンダード」とRX-81LA「RX-81 ライトアーマー」の2機種がデザインされた。初出の第17号では、『MSV』の設定に当たる「ガンダムの格闘戦性能の向上を目指した初期基本プラン」は「終戦後に白紙に戻された」としており、型式番号は継承しているものの別物であるとされた。しかしこの経緯はその後に刊行されたムック・書籍などではほぼ反映されなかったため、プラン変更後の機体にも初期プランの「ガンダムの完全量産型」という表現が踏襲され続けている。ただし、プランの変更後も「ガンダムシリーズの後継機」というニュアンスは残っており、大河原邦男は「ガンダム系MS」であるとコメントしている。なお、プラン変更後の「状況に適応した武装変更」というコンセプトは同時期に発表されたガンダムF90と共通しており、両機をデザインした大河原は、似通わないように本機のパーツを細分化したという。
『M-MSV』版RX-81は頭部シールドの開閉機能があり、頭部下のシールドを上げることによりメインカメラを覆う。また、文字設定では「ライトアーマー」の他に「フルアーマー」や「突撃型」など数種のアーマーが存在したとされ、これについて大河原は「お楽しみに」とコメントしているが、「モビルスーツコレクション」の連載はここでストップしている。なお実機が完成したかどうかについては言及されていない。
さらに『機動戦士ガンダム戦記』（PS3）（2009年）にカトキハジメによって『M-MSV』版をリファインしたRX-81が登場した。新たに「ジーライン」の名称が設定され、ステージ中～終盤で主人公らが搭乗する。『M-MSV』版との最大の相違点は素体となる「基本フレーム」が追加設定され、この状態でも運用が可能な点である。それに伴いRX-81STは「スタンダードアーマー」と呼称されることになった。また『M-MSV』の文字設定にあった「突撃型」が「アサルトアーマー」としてデザインが起こされた。
M-MSV版からリファイン版への主な変更点は以下の通りである。頭部はシールド開閉機構に代わり、額のバイザーを降ろすことによってメインカメラを覆う機構が追加された。また、ゴーグルの内部にツインアイに見える意匠が追加されている。バックパックは地上用、宇宙用、フル装備仕様の三種類が用意され（M-MSV版の装備が「フル装備仕様」に当たる）、選択式のオプション装備が追加された。また、ライトアーマーは肩部前後と臀部のスラスターが廃された。スペックになかったビーム・サーベルとシールド（ガンダム7号機と共通規格）が追加され、OVA『機動戦士ガンダム0080 ポケットの中の戦争』に登場する機体を参考にして腰の後ろににサーベルラックを装着できるジョイントが追加された。リファイン版では頭頂高の設定は変更されていないが、ガンダムやジムと同サイズの18m程度の機体として描写されている。
夏元雅人の漫画『機動戦士ガンダム0083 REBELLION』では、新たに『M-MSV』版の「フルアーマー」と同義の「フルカスタム」が登場している。
ゲーム『機動戦士ガンダム バトルオペレーション Code Fairy』ではこれまでの設定と異なり一年戦争末期に登場しているが、脚本担当の徳島雅彦はこれに関して懐疑的な立場をとっている。

### ジーライン 基本フレーム
ゲーム『機動戦士ガンダム戦記』（PlayStation 3用）に登場。
アーマーを装備しない素体の状態。ガンダム7号機の開発ノウハウが応用されており、防御力に難はあるものの、ガンダムの基本性能と同等のスペックを持つ。バックパックは地上用（スラスター2発）と宇宙用（スラスター6発）への換装が可能である。

### ジーライン スタンダードアーマー
『M-MSV』が初出（当初の名称は「RX-81 スタンダード」）。塗装は青を基調とする。
標準タイプ。フル装備では中型スタビライザーを2本追加した背部バックパックを装備する。このスタビライザーはプロペラントタンクであるともされ、長時間の作戦行動が可能となっている。
漫画『機動戦士ガンダム戦記 U.C.0081－水天の涙－』では、シェリー・アリスン中尉が搭乗する。フル装備では出撃していない。
オプション装備
リファイン版で設定された、フル装備仕様のバックパックの追加装備。任務によって換装が可能で、3種類の装甲と3タイプの装備によって最低でも9形態の組み合わせが可能となっている。また各装甲で標準的とされる装備が設定されている。
ガトリング・スマッシャー
バックパックの左右に装備する4連装の実態弾火器で、『M-MSV』のRX-81 スタンダードの兵装であるガトリングスマッシャーが元となっている。ジーライン スタンダードアーマーの標準的な装備とされる。ガンキャノンのスプレーミサイルランチャーに近い性質を持つとされ、射撃時に砲身は回転しない。またGキャノンの4連マシンキャノンに類似しているとする資料もある。
ミサイルランチャー
バックパックの左右に装備する4連装のミサイルランチャー。ジーライン ライトアーマーの標準的な装備とされる。小型のミサイルを搭載しており、多数の敵機を同時にロックオン可能。威嚇や牽制の目的でも使用される。
アサルト・キャノン
バックパックの右側に可動式のキャノン、左側にセンサーを装備する中距離砲撃支援用装備。ジーライン アサルトアーマーの標準的な装備とされる。

### ジーライン ライトアーマー
『M-MSV』が初出（当初の名称は「RX-81 ライトアーマー」）。塗装は赤を基調とする。
高機動タイプ。ジム・ライトアーマーのコンセプトをもとにしており、機動性を高める為に最低限の装甲のみを装着し、頭部に長距離攻撃用のセンサーユニットを装着する。フル装備では高機動性能の向上を目的に、スラスター内蔵の大型スタビライザーを1本追加した背部バックパックを装備する。
漫画『機動戦士ガンダム戦記 U.C.0081－水天の涙－』では、ファントムスイープ隊隊長のユーグ・クーロ大尉が搭乗する。フル装備では出撃していない。なお同隊が強襲揚陸艦「サラブレッド」で宇宙に上がる際には積み込まれていない。
ゲーム『機動戦士ガンダム バトルオペレーション Code Fairy』では、一年戦争終結直前の北米ケープカナベラル基地における戦闘に1機がフル装備で登場する。

### ジーライン アサルトアーマー
『M-MSV』の文字設定が初出（当初の名称は「突撃型」）。ゲーム『機動戦士ガンダム戦記』（PlayStation 3用）で外観がデザインされるとともに詳細な設定が付与された。塗装は緑を基調とする。
ジム・ストライカーの流れを組む近接戦闘に特化したタイプ。分厚い追加装甲に加え専用のショットガンとジオン軍の技術を転用したヒート・ランス、ガンダム7号機と同規格のシールドに格闘用のクローユニットを装着したアサルトシールドを装備する。フル装備では計7基のバーニアを内蔵したドラム型の背部バックパックを装備し、相応に加速性が向上する。
漫画『機動戦士ガンダム戦記 U.C.0081－水天の涙－』では、シェリー機のスタンダードアーマーを換装し、ロブ・ハートレイ中尉が搭乗する。宇宙ではフル装備（アサルト・キャノンおよびミサイルランチャー）で出撃している。
ゲーム『機動戦士ガンダム バトルオペレーション Code Fairy』では、一年戦争終結直前の北米ケープカナベラル基地における戦闘に1機がフル装備で登場する。

### ジーライン・フルカスタム
漫画『機動戦士ガンダム0083 REBELLION』に登場。メカニックデザインは作者の夏元雅人で、自分好みの装備でまとめた理想のMSとして気に入っているとのこと。カラーリングは黒とグレーを基調とする。
ジーラインの改良型で、独自開発のカスタム・アーマーとバーニアの追加により、より高い攻撃性と機動性を誇る。肩・股間部の装甲と脹脛側面のスラスターがスタンダードアーマー、腰部側面・脹脛後部のスラスターがライトアーマー、頭部下・前腕・腰部・脛・足の甲の装甲と背部のドラム型バックパックがアサルトアーマーと共通し、バックパックの中央のスラスターを姿勢制御バーニアを4基内蔵したプロペラントタンクに換装している。さらに基本フレームの胸部と前腕に増加装甲を追加し、バイザーはヘルメットのような曲面状の装甲に変更されている。背部にはジム・キャノンIIのものに酷似した形状のビーム・キャノンを装備し、未使用時には短縮して収納する。
武装はライトアーマーのヘビー・ライフル、またはアサルトアーマーのショットガンを携行し、ショート・シールドに有線射出式のクローを追加したシールド・アンカーを装備する。また両膝にはジム・ストライカーと同型のツイン・ビーム・スピア（ツイン・サーベルとも呼ばれる）を1本ずつ収納する。
宇宙世紀0083年のデラーズ紛争において、キルゲレス隊所属の3機が索敵任務の協力としてペガサス級強襲揚陸艦「アルビオン」に配備される。任務を装いつつグリーン・ワイアット大将の密命によりデラーズ・フリートのシーマ艦隊との交渉役を務めるが、ガンダム試作1号機フルバーニアンの介入により不調に終わり、1機がシーマ・ガラハウ中佐のゲルググMに撃破される。なお氏名が判明しているパイロットとして、元ジオン軍海兵隊「MAUゲール」を率いたゲール・ハント（連邦軍での名はクロウド・カーツ少尉）がいる。アニメ『機動戦士ガンダム0083 STARDUST MEMORY』には登場しない。

## その他のFAプラン
- RX-79[G]WR フルアーマー・スレイヴ・レイス
- RX-79EX ゼファーガンダム（フォームIII）
- RX-78GP01Fa フルアーマーガンダム試作1号機
- FA-79FC フルアーマー・ストライカー・カスタム
- FA-178 フルアーマーガンダムMk-II
- アーマードガンダムMk-II
- FA-100S フルアーマー百式改
- FA-006ZG フルアーマーΖガンダム
- フルアーマー陸戦型Ζガンダム
- FA-007GIII フルアーマーガンダムMk-III
- FA-010S フルアーマーΖΖガンダム
  - FA-010A FAZZ
  - FA-010E フルアーマーΖΖガンダム最終実験機
- MSA-0011[Ext] Ex-Sガンダム
- FA-0016&G フルアーマー・オーヴェロン
- RGM-86RF･FA ジムIIIパワードFA〈ブルドック〉
- FA-93HWS νガンダム ヘビー・ウエポン・システム装備型
  - Hi-νガンダム Ver.Ka ヘビー・ウェポン・システム装備型
- RX-0 フルアーマー・ユニコーンガンダム
- F90J ガンダムF90Jタイプ
- Vガンダムキャノンタイプ
- LM314V23/24 V2アサルトバスターガンダム